# Saint-Sernin-sur-Rance
Saint-Sernin-sur-Rance è un comune francese di 802 abitanti situato nel dipartimento dell'Aveyron nella regione dell'Occitania.

## Società

### Evoluzione demografica
Abitanti censiti